# Ле-Ман, найкоротший шлях до пекла
«Ле-Ман, найкоротший шлях до пекла» (італ. Le Mans — Scorciatoia per l'inferno) — італійський кінофільм 1970 року, знятий режисером Річардом Кіном на студії «Cine Escalation».

## Сюжет
Після страшної аварії відомий автогонщик Джон Лі Скотт не зміг впоратися із психологічною травмою. Він перестав брати участь у заїздах та перейшов у спортивні менеджери. Для випробування нового боліда Джон запрошує молодого та амбіційного гонщика та навчає його всьому, що вмів колись сам.

## У ролях
- Ленг Джеффріс: Джон Скотт
- Ерна Шюрер: Шейла
- Мауріціо Бонулья: Дастін Річ
- Едвіж Фенек: Кора
- Франко Бореллі: Франко Барезі
- Франко Пеше: Агостіно Бонеллі
- Боб Мессенджер: Курт Вайс
- Ден Стеркі: професор Мендес
- Івано Стаччолі: інтервьюєр
- Гаетано Імбро: роль другого плану
- Паола Якопуччі: Беріт
- Марчелло Ді Паоло: Марк Робертс

## Знімальна група
- Режисер: Річард Кін
- Сценарій: Освальдо Чівірані, Тіто Капрі
- Продюсер: Освальдо Чівірані
- Оператор: Вальтер Чівірані
- Монтаж: Мауро Контіні
- Композитор: Стельвіо Чіпріані
- Грим: Марчелло Ді Паоло, Маріса Манічі